# Монакино (Пистоја)
Монакино је насеље у Италији у округу Пистоја, региону Тоскана.
Према процени из 2011. у насељу је живело 13 становника. Насеље се налази на надморској висини од 706 м.